# Ruggiero Ricci

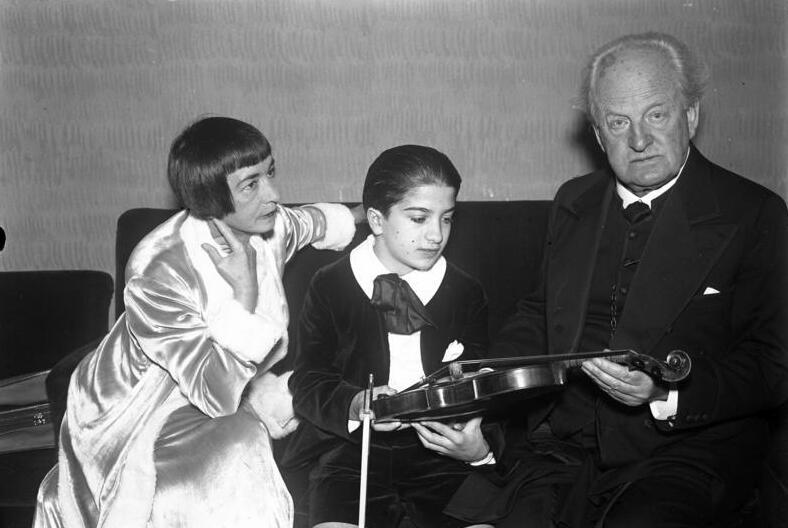
Ruggiero Ricci mit Gerhart Hauptmann, 1932

Ruggiero Ricci (* 24. Juli 1918 in San Bruno, Kalifornien; † 6. August 2012 in Palm Springs) war ein US-amerikanischer Violinist.

## Leben
Ricci wurde 1918 als Sohn italienischer Einwanderer geboren. Er war ein Wunderkind. Als Fünfjähriger erhielt er Unterricht bei Louis Persinger. Als Zehnjähriger trat er in San Francisco zum ersten Mal öffentlich auf. Ein Jahr später debütierte er mit dem Violinkonzert e-moll von Felix Mendelssohn Bartholdy in der New Yorker Carnegie Hall. 1932 unternahm er seine erste Europa-Tournee. Vor allem seine Paganini-Interpretationen machten Ricci schnell berühmt. Während des Zweiten Weltkriegs gab es eine längere Pause. 1946 nahm er in der Carnegie Hall seine Konzerttätigkeit wieder auf. 1949 kam er als einer der ersten amerikanischen Musiker zu einer Konzerttournee nach Deutschland.
Ab 1970 widmete sich Ricci verstärkt der Lehrtätigkeit, zunächst an der University of Indiana, danach an der Juilliard School in New York. Von 1989 bis 2002 war er Gastprofessor an der Universität Mozarteum in Salzburg. Später im reiferen Alter äußerte er sich mit Bitterkeit über seine frühen Wunderkindauftritte („man sollte alle Wunderkinder samt ihren Eltern an die Wand stellen und erschießen, dann wäre endlich Schluss damit“).
Seine bei Decca erschienenen Aufnahmen (24 Capricen von Niccolò Paganini, Tzigane von Maurice Ravel, die zwei Violinkonzerte von Sergei Prokofjew unter der Leitung von Ernest Ansermet) zeugen von einer starken und rauen Persönlichkeit sowie von einer außergewöhnlichen Technik, die sich immer um die Authentizität sowohl des Klanges als auch des Sinnes bemüht.
Eine sehr spezielle Aufnahme spielte er für Decca 1963 ein: Unter dem Titel "The Glory of Cremona" (Deutsche Ausgabe "Geigen aus Cremona") brachte er Violinen von Stradivari, Guarnieri und anderen großen Cremoneser Meistern unter möglichst gleichen Aufnahmebedingungen zum Klingen.

## Bibliografie

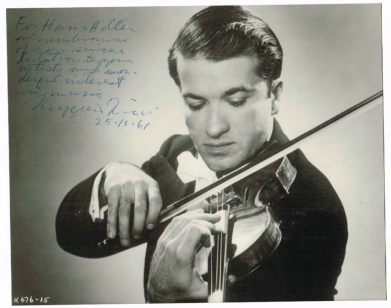
Ricci im Jahr 1961

- Harald Eggebrecht: Große Geiger: Kreisler, Heifetz, Oistrach, Mutter, Hahn & Co. Piper, München/Zürich 2000, ISBN 3-492-04264-3
- Helmut Mauró: Kein normales Kind – Wundergeiger Ruggiero Ricci (ausführliches Wortlaut-Interview) In: Oper und Konzert. 8 /1993. S. 26–33, zahlreiche historische Abbildungen. Verlag A. Hanuschik. München 1993.
- Helmut Mauró: Der Geiger Ruggiero Ricci. Hörfunksendung (60′, Bayern 2) für Bayerischer Rundfunk. München, 1993.
- Ralf Noltensmeier: Große Geigenpädagogen im Interview, Bd. 1: Bron, David, Krebbers, Peinemann, Ricci, Schneeberger, Zsigmondy  Götzelmann, Kiel 1997, ISBN 3-9805016-2-0.